# 몬스터 케이블
몬스터 케이블(Monster Cable) 또는 몬스터 주식회사(Monster Inc.)는 약 6,000개의 제품을 제조 및 판매하는 미국 기업이지만, 오디오 및 비디오 케이블로 가장 잘 알려져 있다. 스피커, 헤드폰, 멀티탭, 모바일 액세서리 및 자동차용 오디오 장치도 생산한다. 이 회사는 1979년 오디오 애호가이자 엔지니어인 노엘 리가 다양한 오디오 케이블 제작 방법을 실험하면서 설립되었다. 오디오 케이블이 오디오 품질에 차이를 만든다는 것을 업계에 설득하기 위한 시연과 케이블의 이윤에 매력을 느낀 소매업체들과의 관계를 구축하며 성장했다.
수년 동안 몬스터 뮤직, 몬스터 게임, 몬스터 모바일, 몬스터 포토, 몬스터 파워와 같은 새로운 부서를 만들었다. 2000년대에는 몬스터닷컴과 픽사 영화 몬스터 주식회사와 같이 이름에 "몬스터"가 들어간 다른 회사나 제품과 상표권 분쟁을 겪었다. 몬스터는 프리미엄 브랜드를 방어해야 한다고 주장한 반면, 비평가들은 혼동을 일으킬 정도로 유사한 제품을 보유하지 않은 회사들을 상대로 소송을 제기하고 있다고 비판했다. 2008년 닥터 드레와의 파트너십을 통해 헤드폰을 제조하기 시작했으며, 이 파트너십은 2012년에 종료되었고, 이후 다른 유명인 브랜드 또는 몬스터 브랜드의 헤드폰 제품을 만들었다.
오디오 애호가 출판물, 뉴스 기자 및 학자들이 수행한 테스트는 몬스터와 같은 더 비싼 오디오 또는 비디오 케이블이 일반 케이블에 비해 오디오 또는 비디오 품질에 차이를 만드는지에 대해 상충되는 결론을 내렸다. 몬스터는 광고 대신 소매업체와 영업사원에게 케이블 판매 인센티브를 제공한다. 소매업체는 수익성을 개선하기 위해 마진이 적은 대규모 구매에 고마진 케이블을 묶어 판매한다.

## 역사

### 기원
몬스터는 1979년 노엘 리에 의해 몬스터 케이블 제품으로 설립되었다. 오디오 애호가이자 엔지니어였던 리는 가족의 차고에서 오디오 케이블의 다양한 구리 품질, 와이어 구성 및 감기 방식을 실험하고 표트르 차이콥스키의 1812년 서곡을 들으며 비교했다. 그는 오디오 케이블이 전기를 더 효율적으로 전도하도록 설계되어 오디오 품질을 향상시킬 수 있다고 확신했다. 1978년 소비자 가전 박람회에서 다른 사람의 부스 일부를 빌려 자신의 케이블과 표준 와이어를 비교 시연했다. CES에서 긍정적인 반응을 얻은 후, 그는 로런스 버클리 국립연구소의 직장을 그만두고 은행 대출 25만 달러로 몬스터 케이블 제품을 시작했다. 몬스터의 첫 케이블은 리가 손으로 제조하여 방문판매로 판매했다.
초기 판매는 부진했다. 당시 전자제품 소매업체들은 소비자들에게 저렴한 램프 코드를 무료 또는 저렴한 가격으로 제공했고, 오디오 애호가들은 오디오 케이블이 음질에 차이를 만든다고 믿지 않았기 때문이다. 몬스터는 리의 "마케팅 능력"을 통해 1980년대에 고급 오디오 케이블 시장을 창출한 공로를 인정받고 있다. 그는 소매업체들을 위해 표준 케이블과 몬스터 케이블의 오디오를 비교하는 시연을 했고, 그들의 영업사원들에게 고객들을 위해 똑같이 시연하도록 훈련시켰다.

### 다각화
1980년, 몬스터 케이블 제품은 리의 차고에서 샌프란시스코 시설로 이전했다. 또한 두 번째 오디오 케이블인 인터링크를 출시했다. 이 회사는 입소문과 몬스터 제품을 취급하는 소매업체의 증가로 성장했다. 자동차 오디오 장치 시장에 잠시 진출하려 했으나, 홈 엔터테인먼트에 집중하기 위해 철수했다. 대량 시장을 겨냥한 첫 제품은 1987년에 출시되었다.
몬스터는 1990년대 초 새로운 스피커 케이블 라인과 첫 스피커 제품인 페르소나 원을 통해 자동차 오디오 시장에 다시 진출했다. 고급 M-시리즈 제품 라인은 1992년에 출시되었다. 또한 국제적으로, 특히 아시아에서 확장되었다. 몬스터는 대만 유통업체가 해당 지역에 상표를 등록하도록 했고, 이는 유통업체가 몬스터와의 계약이 종료된 후에도 몬스터 브랜드로 제품을 계속 판매하는 결과를 낳았다. 이는 오랜 법적 싸움과 결국 합의로 이어졌다. 몬스터는 1998년 인텍(Entec) 차량 내 오디오 브랜드를 인수했다.
소매업체를 위한 몬스터의 프로그램은 1993년 M4 딜러 성공 프로그램으로 공식화되었다. "M4"는 네 가지 "M"을 의미한다: 혼합(제품 혼합), 머천다이징(진열), 몬스터화(교육), 관리 약속. 1990년대에 사업은 연간 매출 2천만 달러에서 1억 달러로 성장했다. 1998년까지 몬스터는 그해 설립된 캘리포니아 브리즈번의 유통 및 제조 센터에서 1,000가지가 넘는 제품을 생산하고 있었다. 1989년에 음반사 몬스터 뮤직을 설립했으며, 이어서 1998년에는 전원 코드 및 서지 보호기와 같은 전원 제품을 위한 몬스터 파워, 2000년에는 비디오 게임 액세서리를 위한 몬스터 게임, 그리고 2001년에는 휴대폰 및 디지털 카메라 액세서리를 판매하는 몬스터 모바일 부서를 만들었다. 2003년에는 전원 셀, 케이블 및 디지털 카메라용 가방을 포함하는 몬스터 포토 제품 라인이 만들어졌고, 이어서 몬스터 시그니처 시리즈 파워가 출시되었다. 2004년에는 리의 아들이 운영하는 M-디자인이라는 스핀오프 회사를 설립하여 전자기기가 내장된 가구를 판매하고 있다.

### 최근 역사
2004년 9월, 몬스터는 샌프란시스코 포티나이너스와 샌프란시스코 시와의 합의에 따라 600만 달러를 지불하고 풋볼팀의 홈 경기장인 캔들스틱 파크의 이름을 4년 동안 몬스터 파크로 변경했다. 이 중 300만 달러는 풋볼팀에, 나머지 300만 달러는 샌프란시스코 레크리에이션 및 공원 부서에 지급되었다. 지역 정치인 매트 곤잘레스의 비판론자들은 시가 공공시설의 이름을 기업에 판매하는 것은 부적절하다고 말했고, 2008년에 공원 이름이 캔들스틱 파크로 되돌아가는 것을 보장하는 투표가 통과되었다.
몬스터의 첫 무선 제품인 텔레비전 및 장치 연결용 수신기 및 송신기는 2008년에 출시되었다. 2012년, 회사는 "몬스터 케이블 제품"에서 "몬스터 주식회사"로 이름을 변경했다.
애플과의 비츠(Beats) 거래가 무산된 후, 몬스터는 새로운 판매 전략을 모색하여, 비전통적인 공간에서 경험적 판매를 선호하며 전통적인 소매 체인을 포기했다. 회사 설립자 리는 [우리는] “바클레이스 센터, 선수들이 헤드폰을 착용하고 입장하여 헤드폰 소리가 얼마나 좋은지 이야기할 수 있는 경기장과 같은 대체 장소를 찾고 있습니다. [우리는] 스포츠 경기장에 훌륭한 소리의 음악을 가져올 수 있습니다. 우리는 유람선, 경기장, EDM 콘서트를 보고 있습니다.”라고 말했다.
몬스터는 2018년부터 고급 오디오 파일 제품을 판매하는 사업 모델에서 이름 라이선싱으로 변경했다. 수년간 매출 감소를 겪은 후, 케빈 리(노엘 리의 아들)가 지휘를 맡았다. 2021년 현재, 전 세계적으로 850명 이상이었던 비츠 시절의 인력은 10명 미만으로 줄었다.

#### 상표권 분쟁
2004년 기준으로 몬스터는 약 300개의 상표권을 소유하고 있었으며, 그 중 70개는 "몬스터"라는 단어와 관련이 있었다. 2009년까지 회사는 미국 특허청에 190건의 신청을 했다. 대부분의 신청은 몬스터가 잠재적인 상표권 침해 신청을 조사할 수 있도록 지연시키기 위함이었다. 일부는 공식적인 이의 제기였고 약 30건은 소송으로 이어졌다. 대부분의 소송은 공개되지 않은 조건으로 합의되었다. 비평가들과 피고인들은 몬스터가 혼동을 일으킬 정도로 유사한 제품이 없는 회사들을 상대로 상표권 보호를 너무 공격적으로 추구하고 있으며, 브랜드 보호가 아닌 일반적인 단어를 소유하려 한다고 주장한다. 몬스터 관계자들은 자신들이 대부분의 "프리미엄" 브랜드가 상표를 보호하기 위해 하는 일을 하고 있으며, 자신들의 제품에는 의류, 사탕, 음악 등이 포함된다고 말한다.
2000년대에 몬스터는 디스커버리 채널의 프로그램 몬스터 개러지에 대한 상표권 분쟁을 겪었다. 몬스터는 또한 발리 게이밍 인터내셔널의 슬롯 머신인 몬스터 슬롯, 한센 비버리지 컴퍼니의 몬스터 에너지 음료, "미드웨이의 몬스터"라는 별명을 사용하는 시카고 베어스와도 상표권 분쟁을 겪었다. 다른 상표권 분쟁으로는 2001년 영화 몬스터 주식회사와 관련된 제품에 대한 월트 디즈니 컴퍼니를 상대로 한 소송, 그리고 온라인 중고 의류 소매업체인 몬스터빈티지 LLC에 대한 주장이 있다. 2004년, 몬스터는 어린이들을 위한 스키 콘텐츠 비디오 웹사이트인 스노우 몬스터즈의 상표권 신청에 대해 불만을 제기했다. 스노우 몬스터즈의 소유주는 몬스터를 상대로 선제적인 소송을 시작했다. 또한 구인 웹사이트인 몬스터닷컴과도 상표권 분쟁을 겪었다.
2006년 몬스터는 미국과 캐나다 전역에 미니 골프 프랜차이즈 지점을 판매하는 회사인 몬스터 미니 골프를 상대로 소송을 제기했다. 법적 조정에 실패한 후, 몬스터 미니 골프는 인터넷에서 몬스터 케이블에 대한 풀뿌리 캠페인을 시작했다. 그 결과, 몬스터는 대중으로부터 200건 이상의 불만을 접수했다. 몬스터 케이블은 소송을 취하하고 몬스터 미니 골프의 법적 수수료로 최대 20만 달러를 지불하기로 합의했다. 2009년, 몬스터 케이블 CEO 노엘 리는 폭스 비즈니스에서 회사가 상표권 보호 노력과 대중의 시각 사이에서 균형을 맞춰야 한다고 말했다.
2008년 3월, 몬스터는 블루진스 케이블에 중단 및 정지 서한을 보내 "케이블의 커넥터 부분이 다양한 우리 고객의 디자인 특허를 침해한다"고 주장하며 블루진스 케이블의 다양한 제품과 관련이 있다고 밝혔다. 2008년 4월 14일, 블루진스 케이블의 소유주인 커트 덴케는 몬스터 케이블에 공개 답변 서한을 보냈다.

#### 헤드폰
몬스터는 2007년 랩 거물 닥터 드레 및 인터스코프 레코드와 협력하여 "비츠 바이 닥터 드레"라는 비츠 일렉트로닉스 헤드폰 라인을 설계하고 제조했다. 이는 헤드폰 제조업체들 사이에서 유명인이 보증하는 제품을 만드는 트렌드로 이어졌다. 몬스터는 2009년 레이디 가가와 하트비츠 헤드폰 브랜드로, 2010년 5월 피. 디디의 디디비츠로, 그리고 그해 말 르브론 제임스와 유사한 파트너십을 맺었다. 2010년, 몬스터는 중국 시장을 위해 농구 선수 야오밍과 공동 브랜드로 된 일련의 제품을 개발하기 시작했다. 분석 회사 NPD 그룹에 따르면, 몬스터가 독점 유통하던 비츠 브랜드는 10억 달러 규모의 헤드폰 시장에서 53%를 차지하게 되었다. 2011년 8월, 비츠의 51% 지분이 HTC에 매각되었다. 2012년 몬스터와 닥터 드레 간의 5년 계약이 종료되자 드레는 계약을 갱신하지 않기로 결정했다. 블룸버그에 따르면, 양측은 결별이 "우호적"이었다고 말했지만, 누가 공로와 수익 배분을 받을지에 대해 이견이 있었다. 이 파트너십은 몬스터 매출의 상당 부분을 차지했다. 분할 후, 몬스터는 자체 헤드폰 제품 라인을 만들고 음악 그룹 어스, 윈드 & 파이어 및 마일스 데이비스와 함께 다른 유명인 브랜드 헤드폰을 만들었다.

#### 도박
2017년 10월, 리와 몬스터가 온라인 도박 시장에 진출하려는 계획이 디지털 트렌드의 단독 기사를 통해 공개되었다. 콘서트 경기장이나 스포츠 경기장과 같은 대안 소매 장소를 위한 새로운 판매 전략을 언급하며, 리는 카지노가 수익을 창출하면서 회사가 전자 제품을 판매할 수 있는 장소를 제공할 것이라고 말했다. 이 카지노 계약은 몬스터를 오클라호마의 아이오와 부족과 연결하며 2017년 6월 20일에 체결되었고, 논란의 인물인 프레드 칼리리안을 새로운 COO로 영입했다. 칼리리안은 도박 사이트 PokerTribe.com이 2017년 12월 15일 이전에 출시될 것이라고 말했다.

## 제품
2010년 기준으로 몬스터는 헤드폰, 스피커, 서지 보호기, 텔레비전, 자동차 및 모바일 장치용 액세서리를 포함하여 6,000가지의 다양한 제품을 제조했다. 이 회사는 스피커 케이블로 가장 잘 알려져 있다. 1980년대에 고급 오디오 케이블 시장을 창출했다. 사운드스테이지 네트워크의 한 기자는 그 이후로 고급 오디오 케이블 시장에서 "엄청난 선두를 유지하고 있다"고 보도했다.
몬스터는 또한 TV, DVD 플레이어, 컴퓨터, 프린터, 게임 콘솔, 카메라, 그리고 자동차 오디오 장비용 케이블을 만든다. 고선명 텔레비전이 인기를 얻으면서, 회사는 HDMI 및 고화질 케이블로 사업을 확장했으며, 여기에는 저렴한 HDMI 베이직 및 5가지 다른 속도 등급의 HDMI 케이블이 포함된다. 또한 특정 게임 콘솔 및 애플 제품용 케이블도 생산한다.
몬스터는 2009년부터 USB 및 이더넷 케이블은 물론 멀티탭 및 전원 관리 제품을 제조 및 판매하기 시작했다. 2012년부터 자체 헤드폰 라인을 생산하고 있으며 유명인 브랜드 헤드폰도 제조한다. 몬스터는 클라리티와 카타나 브랜드로 스피커를 판매하며, 아이팟 독과 트론 브랜드 제품군과 같은 모바일 액세서리도 판매한다.
2000년대에는 앰프, 스피커, 전자기기가 내장된 가구와 같은 "라이프스타일 제품" 시장과 무선 제품 시장에 진출했다.

## 가격 및 성능 문제
1983년 스테레오 리뷰 매거진의 테스트에 따르면 몬스터 케이블은 소리에 차이를 만들지 않았으며 16게이지 램프 코드와 "구별할 수 없었다"고 결론지었다. 차이를 들을 수 있다고 주장하는 사람들의 여부는 개인마다 다르다. 많은 기자들과 오디오 애호가들은 이중 맹검 A/B 청취 테스트를 수행했으며 차이를 들을 수 없었다. PC 매거진에 따르면, 몬스터는 "다른 곳에서 훨씬 저렴한 가격에 살 수 있는 고가 케이블을 판매한다는 비난을 자주 받는다."
와이어드 매거진은 "몬스터와 함께라면 내구성과 멋진 외관에 엄청난 프리미엄을 지불하게 된다"고 말했다. 많은 평론가들은 저해상도 텔레비전이나 짧은 거리에서는 몬스터 HDMI 케이블이 필요하지 않으며 음질 차이가 충분히 크지 않다고 강조한다.

## 소매업체와의 관계
몬스터 케이블과 유사한 "부티크" 케이블은 DVD 플레이어 및 TV와 같은 전자제품 소매업체에게 상당한 수익원이다. DVD 플레이어 및 TV의 이윤은 낮을 수 있지만, 몬스터 케이블 및 유사 제품의 이윤은 이러한 소매업체에게 추가적인 수익을 제공한다. 이러한 소매업체의 직원들은 수익성을 높이기 위해 몬스터 케이블 및 유사 제품을 마케팅하고 함께 판매하도록 교육받는다.
뉴욕 타임스에 따르면, 소매업체의 이윤은 40% 이상일 수 있으며, 컨슈머리스트는 한 소매업체가 일부 케이블을 80% 인상된 가격으로 판매하고 있다고 보도했다. 이로 인해 영업 직원이 불필요한 고가 케이블 제품을 고객에게 판매하도록 유도되며, 인센티브를 얻기 위해 공격적으로 판매한다는 비판이 제기되었다. 몬스터는 이에 대해 가격 인상은 소매업체가 결정하며 일반적으로 의류, 보석 및 가구보다 낮다고 응답했다.
1998년 기준으로 몬스터는 영업사원 교육 및 인센티브 프로그램에 연간 1,300만 달러를 지출했다. 영업 직원은 케이블 판매 실적 데이터를 제공받고, 최고 실적자는 모든 경비를 지불하는 휴가를 보내준다. 몬스터는 또한 매년 CES에서 소매업체 시상식을 개최하며, 라스베이거스 선은 이를 "CES 파티 서킷에서 가장 큰 행사 중 하나"라고 불렀다.